# Мацьовакше
Мацьовакше (пол. Maciowakrze, нім. Matzkirch) — село в Польщі, у гміні Павловички Кендзежинсько-Козельського повіту Опольського воєводства.
Населення — 379 осіб (2011).

## Демографія
Демографічна структура станом на 31 березня 2011 року:
|          | Загалом | Допрацездатний вік | Працездатний вік | Постпрацездатний вік |
| -------- | ------- | ------------------ | ---------------- | -------------------- |
| Чоловіки | 190     | 35                 | 127              | 28                   |
| Жінки    | 189     | 30                 | 103              | 56                   |
| Разом    | 379     | 65                 | 230              | 84                   |